# Погорелый, Анатолий Николаевич
Анатолий Николаевич Погорелый (укр. Анатолій Миколайович Погорілий; 9 июля 1943 — 10 марта 2024) — советский и украинский физик, доктор физико-математических наук (1983), профессор (1991), член-корреспондент НАНУ (2000).
Родился в Барнауле (Алтайский край) 9 июля 1943 года.
Окончил радиофизический факультет Киевского университета (1964).
В 1965—1967 гг. инженер-исследователь отдела физики плёнок, в 1967—1970 гг. аспирант Института металлофизики АН УССР, в 1970 г. защитил кандидатскую диссертацию:
- Исследование влияния условий получения и некоторых других факторов на ферромагнитный резонанс в тонких пленках Ni-Fe на частотах 1-30000 мггц : диссертация … кандидата физико-математических наук : 01.00.00 / А. Н. Погорелый. — Киев, 1969. — 128 с. : ил.

Работал в том же институте до 1995 года младшим и старшим научным сотрудником. С 1978 года зав. лабораторией радиоспектроскопии плёнок, позже реорганизованной в отдел. В 1996—1991 гг. зам. директора по научной работе.
С 1995 по 2016 год заведующий отделом физики плёнок, в 1995—2003 гг. одновременно заместитель директора новообразованного Института магнетизма НАНУ.
Научные интересы: физика твёрдого тела, магнетизм, физика плёнок, радиоспектроскопия.
Первым в мире исследовал явление связанных электронно-ядерных колебаний в магнитных пленках в области температур жидкого гелия. Также впервые в мире начал исследование ядерного резонанса в пленках тяжелых редкоземельных магнетиков.
Доктор физико-математических наук (1983), профессор (1991), член-корреспондент НАНУ (2000).
Лауреат Государственных премий Украинской ССР и Украины. Заслуженный деятель науки и техники Украины (26.11.1998).
Премия НАНУ имени И. П. Пулюя — за цикл работ «Магнитные и магнитотранспортные свойства наноматериалов спинтроники с неидеальными границами» (2008).
Лауреат премии им. Я. С. Брауде НАНУ.
Умер в Киеве 10 марта 2024 года.
Сочинения:
- Спин-волновой резонанс в аморфных пленках Tb−Fe при 200−400 K А. Н. Погорелый, Д. И. Подъяловский • Институт металлофизики им. Г. В. Курдюмова НАН Украины. Физика твердого тела, 1992, том 34, выпуск 3, страницы 972—974
- Калита, В.; Лозенко, А.; Рябченко, С.; Троценко, П.; Шипиль, Е.; Погорелый, А. Особенности магнитного упорядочения многослойных пленок Fe/Au/Tb. Fiz. Nizk. Temp. 2007, 33, 446—454.
- Синтез эпитаксиальных пленок диоксида хрома в гидротермальных условиях / Мицюк Б. М., Подьяловский Д. И., Невдача В. В., Погорелый А. Н. // Сб. научн. трудов V Междунар. научн. конф. Функциональная база наноэлектроники. — Харьков-Крым, 2012. — С. 110—113.